# Miradouro do Cintrão

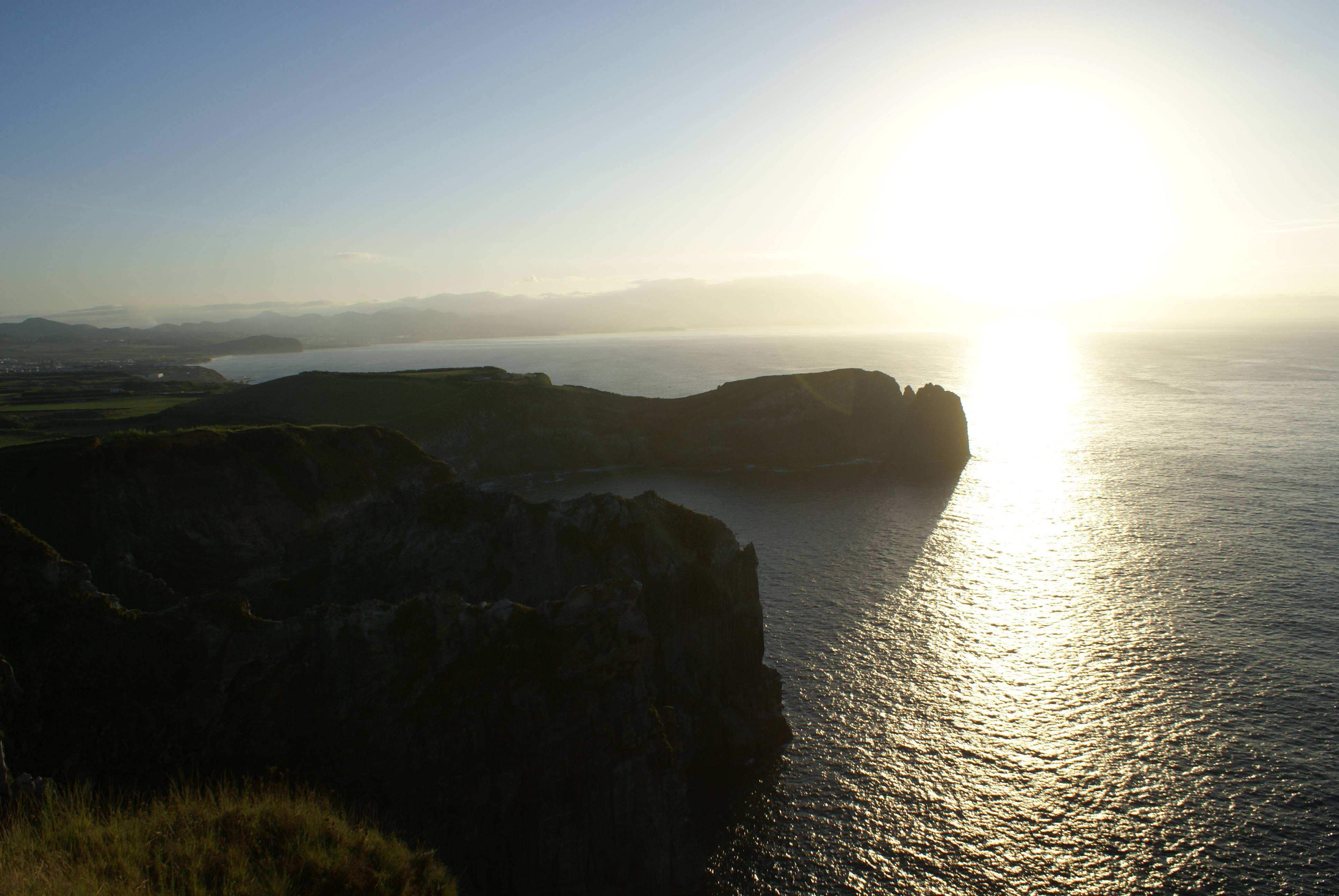
Miradouro do Cintrão.

O Miradouro do Cintrão é um miradouro português localizado junto à Ponta do Cintrão na Ribeirinha, concelho da Ribeira Grande, na ilha açoriana de São Miguel.
Junto a este miradouro existe um ponto de observação à baleia pois visto a localização estratégica sobre a costa e a elevada altitude a que o mesmo se encontra permite a observação a longa distância. Daqui também se avista a Ponta Formosa, e a vasta Baía de Santa Iria.
Este miradouro encontra-se na área de abrangência da IBA (Important Bird Area), ou Zona Importante de Aves, da maior importância, a IBA da Ponta do Cintrão.
Encontra-se sobre uma formação Geológica tem a sua génese ligada a uma erupção piroclástica bastante antiga que sobrepôs diferentes camadas de matérias fusíveis tipo bagacinas, basalto e pedra pomes.